# 瑟里 (约讷省)
瑟里（法語：Sery，法語發音：[səʁi]）是法国勃艮第-弗朗什-孔泰大区约讷省的一个市镇，属于欧塞尔区。

## 地理
瑟里（47°37'5"N, 3°41'2"E）面积4.26 平方千米，位于法国勃艮第-弗朗什-孔泰大區约讷省，该省份为法国中北部内陆省份，西接卢瓦雷省，西北接塞纳-马恩省，南至涅夫勒省，东临科多尔省，东北与奥布省接壤。
与瑟里接壤的市镇（或旧市镇、城区）包括：普雷日尔贝、马伊城、屈尔河畔贝西、约讷河畔特吕西。

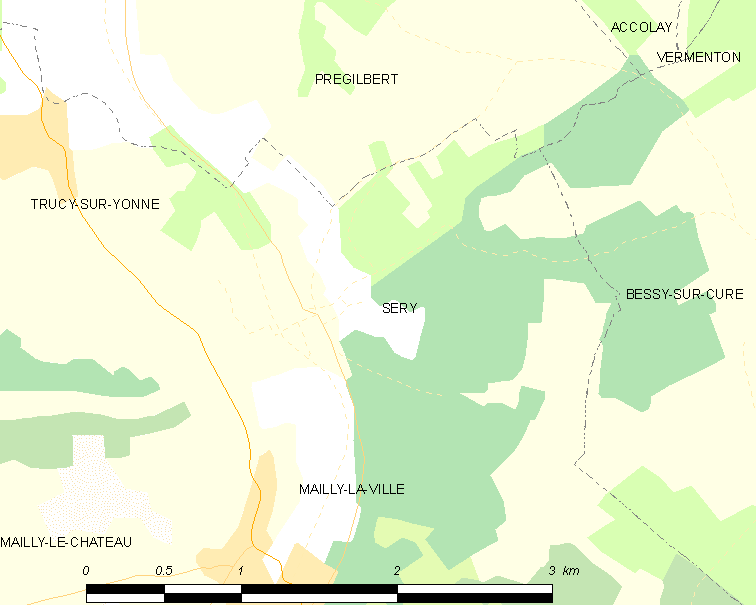
的OSM定位图

瑟里的时区为UTC+01:00、UTC+02:00（夏令时）。

## 行政
瑟里的邮政编码为89270，INSEE市镇编码为89394。

## 政治
瑟里所属的省级选区为茹拉维尔县。

## 人口

1962-2008年间人口变化图示

瑟里于2022年1月1日时的人口数量为76人。